# Cantonul La Mothe-Saint-Héray
Cantonul La Mothe-Saint-Héray este un canton din arondismentul Niort, departamentul Deux-Sèvres, regiunea Poitou-Charentes, Franța.

## Comune
| Comune               | Populație (1999) | Cod poștal | Cod INSEE |
| -------------------- | ---------------- | ---------- | --------- |
| Avon                 | 81               | 79800      | 79023     |
| Bougon               | 190              | 79800      | 79042     |
| La Couarde           | 263              | 79800      | 79098     |
| Exoudun              | 572              | 79800      | 79115     |
| La Mothe-Saint-Héray | 1.806            | 79800      | 79184     |
| Pamproux             | 1.676            | 79800      | 79201     |
| Salles               | 344              | 79800      | 79303     |
| Soudan               | 441              | 79800      | 79316     |